# Richard M. Daley
Richard Michael Daley (Chicago, 24 de abril de 1942) es un político de Estados Unidos, miembro del Partido Demócrata nacional y local y alcalde de Chicago, Illinois, hasta el 2011. Fue elegido alcalde en 1989 y reelegido en 1991, 1995, 1999, 2003 y 2007. El 25 de diciembre del 2010 se convirtió en el alcalde de Chicago que más tiempo ha ocupado el cargo en la historia de la ciudad, un récord que poseía su padre, Richard J. Daley.